# Língua kusaal
Kusasi é uma línguas gur falada principalmente no norte de Gana eem  Burquina Fasso. É falado por mais de 105 mil pessoas do povo Kusaasi]. Existem algumas aldeias de Kusaasi em Burkina. Kusaal está intimamente relacionado com a língua mampruli, a língua dos Mamprussi, que vivem ao sul, e com a língua dagbani. Há uma grande divisão de dialetos entre Agole, a leste do  rio Volta Branco, e Toende, a oeste. Agole tem mais falantes, e a única cidade grande do distrito, Bawku, fica em Agole. A tradução do Novo Testamento está no dialeto Agole. 

## Gramática
O idioma é um representante bastante típico do agrupamento de baixo nível ocidental, o Oti–Volta, dentro do Gur, que inclui vários dos idiomas mais falados do norte de Gana, e também a língua more, a maior língua africana de Burquiina Fasso (e a maior de todas as línguas Gur, com milhões de falantes). 

### Substantivos
Como a maioria das outras línguas Oti-Volta ocidentais, ela perdeu o complicado sistema de concordância por classes de substativos] ainda encontrado em, por exemplo, a mais distante língua Gurmanche, e tem apenas um sistema natural de gênero, humano/não-humano. As classes de substantivos ainda são distinguíveis na forma como os substantivos distinguem o singular do plural por sufixos emparelhados:
- nid(a) "pessoa" plural nidib(a)
  - buug(a) "cabra" plural buus(e)
- nobir(e) "perna, pé" plural noba(a)
- fuug(o) "item de vestuário" plural fuud(e)
- molif(o) "gazela" plural moli(i)

Um sufixo não pareado -m(m) é encontrado com muitos substantivos incontáveis e abstratos, e.g., ku'om(m) "água" 
As vogais finais entre colchetes nos exemplos ocorrem por causa da característica que mais notavelmente separa Kusaal de seus parentes próximos: as formas subjacentes de palavras, como buuga "cabra" são encontradas apenas quando o palavra em questão é a última palavra em uma pergunta ou uma afirmação negada. Em todos os outros contextos, uma vogal curta final subjacente é descartada e uma vogal longa final é encurtada: *Fu daa nye buug la. "Você viu a cabra?" *
- Fu daa nye buug. "Você viu uma cabra."
- Fu daa pu nye buuga. "Você não viu uma cabra."
- Ano'one daa nye buuga? "Quem viu uma cabra?

### Adjetivos
Kusaal mostra a característica típica de Gur em que os radicais substantivos e adjetivos são compostos nessa ordem, seguidos pelas terminações singular/plural:
- bupielig(a) "bode branco" [bu-(g(a)) + piel- + -g(a)]

- bupielis(e) "cabras brancas"

Existem alguns traços do antigo sistema (como em Gurmanche) pelo qual o adjetivo tomava as terminações de singular/plural apropriadas à classe do substantivo anterior, mas o sistema é completamente improdutivo em Kusaal agora.

### Verbos
A flexão verbal é agradavelmente simples, como em outras línguas Oti-Volta ocidentais e ao contrário das línguas Gur menos intimamente relacionadas. A maioria dos verbos tem cinco formas flexionais
- (a) sem desinência, usado para aspecto perfectivo: M gos buug la. "Eu olhei para o bode."

- (b) -d(a) final, para imperfectivo: M gosid buug la. "Eu olho para a cabra."

- (c) -m(a) para imperativo positivo: Gosim buug la! "Olhe para a cabra!"

- (d) -in subjuntivo para irrealis : Fu ya'a gosin ... "Se você fosse olhar (mas você não vai) ..."

(e) -b(o), -g(o), -r(e) gerúndio, substantivo verbal: o gosig la mor dabiem "a aparência dele (do anjo) era assustadora" [rascunho de Juízes 13:6] - literalmente 'ele viu que eles tinham medo'
Cerca de 10% dos verbos, com significados estativos, têm apenas uma forma.
O verbo é precedido por uma cadeia de partículas invariáveis que expressam tempo, polaridade e humor. As construções de verbos seriais são comuns e importantes, como em muitas línguas da África Ocidental.

### Pronomes
Os pronomes de objetos podem ser severamente reduzidos em forma pelas regras de perda de vogal final de Kusaal, surgindo como consoantes únicas, ou mesmo zero; eles são precedidos por uma vogal reduzida que termina a palavra anterior, que é uma forma reduzida da própria vogal final subjacente dessa palavra, preservada antes do pronome enclítico:
- M boodi f. "Eu te amo." tradicionalmente escrito M bood if.

- M boodu. "Eu o amo." tradicionalmente escrito M bood o.

### Sintaxe
A ordem das palavras é estritamente SVO, mas a fenda é comum.
Dentro do sintagma nominal, exceto para a típica composição substantivo-adjetivo Gur, a regra é que o modificador associativo (possessivo, genitivo) precede o núcleo:
- m bug "minha cabra"

- la nobir "o pé de cabra" (la "o", segue seu substantivo)

Seguem numeral e dêiticos (demonstrativo, artigo), com o quantitativo em último lugar:
m buus atan' la wusa "todas as minhas três cabras"

## Fonologia
O sistema de som de Kusaal é semelhante ao de seus parentes; encontros consonantais (exceto entre palavras adjacentes) ocorrem apenas internamente nas palavras em junções morfemas, e são determinados pela gama limitada de consoantes que podem aparecer na posição final de sílaba. Os agrupamentos que surgem da adição de sufixos na derivação e flexão são simplificados ou divididos por vogais inseridas ("svarabhakti").
A lista de consoantes inclui a amplamente difundida consoante labial-velar da África Ocidental de fechamento duplo kp, gb, mas a série palatal das línguas relacionadas (escrito ch/j em dagbani e hanga e ky/gy em Mampruli) caem com os velares simples, como nas vizinhas Farefare (Frafra, Gurene) e Moore. Os reflexos das nasais de duplo fechamento palatal e labiovelar das línguas afins, [n] escrito ny e [ŋm] ŋm- provavelmente são melhor analisados como um som nasalizado e w respectivamente, mas o escopo da nasalização e a ordem de seu início em relação à semivogal são variáveis.
O sistema vocálico ainda não é totalmente compreendido, complicado pelas diferenças entre os dialetos Agole e Toende e o sistema de ditongos em Agole, que de acordo com a análise mais favorecida, permite Agole com sete segmentos vocálicos contrastantes para cobrir o contrastes representados em Toende com nove vogais puras. Há também vogais alongadas ou reforçadas 'quebradas' com uma ovlusiva glotal [V₁-ʔ-V₂] bu'ud "batida" distinta da glotal como consoante, geralmente em [V₁-ʔ-V₂] ku'om "água". Glotal também marca alguns verbos monossilábicos bu "bater". Além disso, algumas vogais são contrastivamente nasalizada e outras nasalizadas pela influência de consoantes nasais. Na ortografia uma letra n seguida por uma vogal ou glotal indica que a vogal precedente é nasalizada contrastivamente, a menos que na posição final da palavra quando a nasalização é indicada por um duplo nn  e um único n é uma consoante final.
A linguagem é Tonal, com diferenças tonais distinguindo itens lexicais (com poucos pares mínimos) e construções sintáticas. Os tons intrínsecos de palavras individuais são frequentemente substituídos por um padrão diferente em construções sintáticas particulares, por exemplo. os verbos principais em orações principais positivas tornam-se todos em tom baixo.
Muitas palavras também causam mudanças de tom em palavras seguintes ou precedentes intimamente conectadas por "espalhamento de tom".
O sistema tonal é um sistema escalonado com dois tons e quedas seguidas, mas com o tom alto sequencial sendo percebida como extra-alta em alguns contextos. O domínio do tom é a vogal de mora], mas há muitas restrições sobre os possíveis padrões de tom com uma palavra; substantivos não compostos mostram apenas 4 possibilidades globais diferentes no máximo para qualquer forma segmentar, e verbos flexionados têm apenas dois padrões de tom intrínsecos possíveis.

## Ortografia
A ortografia usada acima é basicamente a da tradução do Novo Testamento, que permaneceu a única obra escrita substancial disponível em Kusaal por muito tempo. A ortografia do Novo Testamento, no entanto, soletra "bode" boog, e a vogal é intermediária entre u e o, fonética [ʊ].
É adequado para falantes de língua materna, mas não é suficiente para distinguir as sete qualidades vocálicas distintas de Agole Kusaal, não marca tom e tem convenções de divisão de palavras parcialmente inconsistentes devido às complicações produzidas pelos fenômenos de perda/redução de vogais finais de Kusaal.
Desde 2013, no entanto, uma ortografia unificada do idioma está em uso e é usado em vários setores, incluindo educação na Universidade de Educação de Winneba (campus Ajumako) e por tradutores que recentemente (2015) conseguiram revisar o Novo Testamento bem como traduzir o Antigo Testamento completo para o idioma usando o conjunto de diretrizes fornecidas na ortografia atual.

## Estudar
Os materiais sobre Kusaal aumentaram gradualmente nos últimos anos. Algumas ajudas para os alunos foram produzidas pelo casal Spratt, que foi pioneiro no estudo linguístico da língua e pode ser obtido no GILLBT (Instituto de Lingüística, Alfabetização e Tradução da Bíblia de Gana) em Tamale, Gana. Materiais de alfabetização, coleções de histórias folclóricas e assim por diante também foram produzidos pela GILLBT. Há também um dicionário simples compilado por David e Nancy Spratt da mesma fonte. Também estão disponíveis duas teses de mestrado de linguistas nativos sobre fonologia. (Musah 2010) 